# Episodi di Cinque in famiglia (sesta stagione)
La sesta e ultima stagione della serie televisiva Cinque in famiglia, composta da 24 episodi, è stata trasmessa per la prima volta negli Stati Uniti dal 5 ottobre 1999 al 3 maggio 2000 su Fox.
In Italia, la stagione è stata trasmessa in prima visione dal 27 luglio 2003 su Italia 1. 
In particolare, i primi quindici episodi sono stati trasmessi su Canale 5 ogni sabato e ogni domenica dal 27 luglio al 14 settembre 2003, mentre gli episodi dal n°16 al n°20 sono stati presumibilmente trasmessi tra gennaio e agosto 2010 su Italia 1. 
Per gli ultimi quattro episodi invece, le fonti riportano che questi sono stati trasmessi su Italia 1 durante l'orario notturno, ma differiscono sulle date di prima visione. Il mondo dei doppiatori, infatti, afferma che gli ultimi quattro episodi sono stati trasmessi il 4 marzo e il 7 marzo 2011, ma non specifica il numero e il titolo degli episodi trasmessi durante ogni appuntamento. L'Unità, invece, afferma che il telefilm è stato trasmesso il 4 marzo e l'8 marzo 2011. Tuttavia il quotidiano non esclude con certezza che la serie tv sia stata trasmessa anche il 7 marzo, in quanto riporta solo in parte il palinsesto notturno e si è limitato (sia il 4 che l'8 marzo 2011) a riportare l'orario di inizio trasmissione del telefilm, senza specificare la durata di trasmissione, il numero e i titoli degli episodi.
In questa stagione, Jennifer Aspen (interprete di Daphne Jablonsky) e Scott Grimes (interprete di Will McCorkle) passano dal cast ricorrente al cast principale, mentre Jennifer Love Hewitt (interprete di Sarah Reeves) lascia il cast per iniziare una serie spin off intitolata Cenerentola a New York. La serie spin off sarà basata sul suo personaggio che andrà alla ricerca del padre biologico a New York.
| nº | Titolo originale                 | Titolo italiano               | Prima TV USA     | Prima TV Italia   |
| -- | -------------------------------- | ----------------------------- | ---------------- | ----------------- |
| 1  | Don't Let Go                     | Finalmente sposi              | 5 ottobre 1999   | 27 luglio 2003    |
| 2  | Naked                            | Problemi di coppia            | 12 ottobre 1999  | 2 agosto 2003     |
| 3  | Bye, Bye, Love                   | In cerca di papà              | 19 ottobre 1999  | 3 agosto 2003     |
| 4  | Wrestling Demons                 | Wrestling, che passione!      | 26 ottobre 1999  | 9 agosto 2003     |
| 5  | The Shortest Distance            | In viaggio con gli amici      | 2 novembre 1999  | 10 agosto 2003    |
| 6  | Too Close                        | Sotto accusa                  | 9 novembre 1999  | 16 agosto 2003    |
| 7  | We Gather Together               | Colpi di scena                | 16 novembre 1999 | 17 agosto 2003    |
| 8  | Fate, Hope and Charity           | Un segno del destino          | 30 novembre 1999 | 23 agosto 2003    |
| 9  | Ties That Bind                   | Legami inscindibili           | 7 dicembre 1999  | 24 agosto 2003    |
| 10 | Dog Day After New Year           | Ettore, ti vogliamo bene!     | 11 gennaio 2000  | 30 agosto 2003    |
| 11 | Fear and Loathing                | Rapporto libero               | 18 gennaio 2000  | 31 agosto 2003    |
| 12 | Bad Behavior                     | Facili conquiste              | 25 gennaio 2000  | 6 settembre 2003  |
| 13 | The Declaration of Co-Dependence | Una proposta allettante       | 1º febbraio 2000 | 7 settembre 2003  |
| 14 | One for the Road                 | Di nuovo nel tunnel           | 8 febbraio 2000  | 13 settembre 2003 |
| 15 | What If...                       | Festa d'anniversario          | 22 febbraio 2000 | 14 settembre 2003 |
| 16 | Blast from the Past              | Resta con noi, Joe!           | 14 marzo 2000    | 5 maggio 2010     |
| 17 | Getting There                    | Sesso tantrico                | 21 marzo 2000    | 6 maggio 2010     |
| 18 | Too Cool for School              | Il segreto di Victor          | 4 aprile 2000    | 6 maggio 2010     |
| 19 | Isn't It Romantic?               | Sposami, Holly!               | 11 aprile 2000   | 7 maggio 2010     |
| 20 | Great Expectations               | Una bella notizia             | 18 aprile 2000   | 10 maggio 2010    |
| 21 | Taboo or Not Taboo               | Una serata di follie          | 19 aprile 2000   |                   |
| 22 | Falling Forward                  | La prima volta                | 26 aprile 2000   |                   |
| 23 | All's Well...                    | Un fratello esemplare         | 3 maggio 2000    |                   |
| 24 | ...That Ends Well                | Tutti per uno, uno per tutti! | 3 maggio 2000    |                   |

## Finalmente sposi
- Titolo originale: Don't Let Go
- Diretto da: Steven Robman
- Scritto da: P.K. Simonds

### Trama
Bailey cerca di organizzare un matrimonio perfetto per Charlie e Kirsten. Ma quando i suoi piani falliscono, dice a Charlie di organizzarsi il matrimonio da solo. I genitori di Kirsten, Gene ed Ellie, vengono in città, ma non sono favorevoli al fidanzamento, a causa del matrimonio precedentemente fallito di Charlie e Kirsten in passato (dalla seconda stagione). Nel frattempo, Claudia rompe con Cody dopo averlo sorpreso a tradirla. Sarah affronta Bailey riguardo alla sua rabbia nei suoi confronti dopo che lei ha annullato il loro fidanzamento. Dopo che un editore di nome Evan offre a Julia un contratto per un libro, lei si trasferisce in una scuola di belle arti e torna a casa.

## Problemi di coppia
- Titolo originale: Naked
- Diretto da: Daniel Attias
- Scritto da: Julie Margaret Hogben (accreditata come Julia Dahl)

### Trama
Charlie e Kirsten trascorrono una terribile luna di miele in Messico quando Charlie viene scottato dal sole e Kirsten si prende la vendetta di Montezuma, ma quando iniziano a sperimentare sessualmente, finiscono per divertirsi. Tornato a San Francisco, Cody cerca di riconquistare Claudia, che lo respinge. Bailey e Sarah hanno problemi di comunicazione, ma li risolvono facendo sesso. Joe fa visita ai Salinger e racconta a Bailey della sua separazione da sua moglie, Frannie. Julia ha il blocco dello scrittore, ma Evan si rifiuta di aiutarla.

## In cerca di papà
- Titolo originale: Bye, Bye, Love
- Diretto da: Adam Nimoy
- Scritto da: Mimi Schmir e Allan Heinberg

### Trama
Daphne assume Victor come tata per Diana e riceve aiuto nella ricerca di lavoro da Kirsten. Charlie dà consigli a un'adolescente problematica di nome Myra al lavoro. Nel frattempo, Julia indaga sulla relazione dei suoi genitori per il suo compito scritto, cosa che sconvolge Bailey. Claudia scopre che Cameron sta attaccando i suoi amici su una pagina web. Sarah pensa di aver trovato suo padre a New York e ha intenzione di incontrarlo, il che significa che dovrà lasciare Bailey.
- Questo è l'ultimo episodio della serie in cui compare Jennifer Love Hewitt.

## Wrestling, che passione!
- Titolo originale: Wrestling Demons
- Diretto da: Lou Antonio
- Scritto da: Melissa Rosenberg

### Trama
Victor trasforma l'abitazione dei Salinger in una casa infestata per Owen ad Halloween. Julia si rende conto di provare dei sentimenti per Evan. Charlie e Kirsten esplorano la possibilità di avere un figlio. Bailey scopre che Will è tornato a San Francisco e fa l'autista di lottatori per guadagnarsi da vivere dopo aver abbandonato il college. Claudia si accorge che Cameron prova dei sentimenti per lei quando lui le racconta della sua decisione di rompere con Alexa.

## In viaggio con gli amici
- Titolo originale: The Shortest Distance
- Diretto da: Eric Jewett
- Scritto da: Tom Garrigus e Ian Biederman

### Trama
Kirsten e Charlie hanno difficoltà a rispettare il rigido sistema di regole necessario a Kirsten per poter rimanere incinta. Gli sforzi di Charlie per pagare la fecondazione in vitro di Kirsten lo portano ad accettare un secondo lavoro, e a non avere più tempo per fare da tutor a Myra. Claudia aiuta a fare da tutor a Myra e riceve da lei alcuni consigli utili sulla sua situazione con Cameron e Alexa. Bailey decide di fare visita a Sarah a New York con Griffin e Will, ma il gruppo non va molto lontano. Evan e Julia finalmente dormono insieme. Daphne mente a Charlie riguardo alla ricerca di un nuovo lavoro.

## Sotto accusa
- Titolo originale: Too Close
- Diretto da: Daniel Attias
- Scritto da: Julie Margaret Hogben (accreditata come Julia Dahl) e P.K. Simonds

### Trama
Bailey va in un bar e quasi beve, ma incontra una donna molto attraente e sessualmente aggressiva di nome Tracy, che alla fine risulta essere sposata. Griffin vede Daphne lavorare in uno strip club. Bailey invita Will ad andare a vivere con lui. Nel frattempo, Myra continua a chiedere aiuto a Charlie invece che alla madre, ignara dei problemi della figlia. Quando però Myra viene arrestata per ubriachezza molesta e Charlie la denuncia al preside e ai servizi sociali, la madre di Myra accusa Charlie di aver avuto una relazione sessuale con la figlia. Julia vuole rendere pubblica la relazione tra lei ed Evan, ma lui diventa molto titubante. Claudia scopre che Cameron è tornato insieme ad Alexa. Tenta allora la fortuna con un giocatore di football, di nome Derek, che sembra interessato a lei, ma quando il ragazzo la trova da sola, non accetta un no come risposta e cerca di violentarla.

## Colpi di scena
- Titolo originale: We Gather Together
- Diretto da: Steven Robman
- Scritto da: Allan Heinberg

### Trama
Charlie convince la madre di Myra a ritirare le accuse di stupro previste dalla legge contro di lui. Claudia decide di non denunciare il tentato stupro di Derek per affrontarlo. Daphne e Griffin si ubriacano e finiscono insieme. Kirsten scopre di essere incinta. Bailey continua a vedere Tracy, mentre Julia si avvicina a Evan e a suo figlio Brian.

## Un segno del destino
- Titolo originale: Fate, Hope and Charity
- Diretto da: Daniel Attias
- Scritto da: Amy Lippman (sceneggiatura), Christopher Keyser (sceneggiatura), Melissa Rosenberg (sceneggiatura e soggetto) e Mimi Schmir (soggetto)

### Trama
Julia decide di rompere con Evan dopo aver scoperto la sua indisponibilità emotiva. Claudia si ubriaca al ballo di fine anno della Grant High School quando nessuno reagisce ai problemi di Derek. Nel frattempo, Charlie pensa di lasciare il suo lavoro di consulente e di lavorare presso la fabbrica di mobili. Bailey passa il tempo con molte ragazze e si interessa a Holly, un'attraente immigrata inglese e stagista medica. Daphne e Griffin sopravvivono a un terribile incidente in moto e i Salinger sono disposti a pagare il costoso intervento chirurgico alla mano di Griffin, poiché lui non ha un'assicurazione.

## Legami inscindibili
- Titolo originale: Ties That Bind
- Diretto da: Lou Antonio
- Scritto da: Robin Schiff e Mimi Schmir

### Trama
Bailey continua ad uscire con Holly. Passano la notte insieme e finiscono per fare sesso. Griffin sente di avere un debito con i Salinger, dal momento che hanno pagato per il suo costoso intervento chirurgico alla mano. Nel frattempo Claudia cerca di tornare a suonare il violino, ma si arrabbia quando scopre di non essere più la migliore tra i suoi compagni di classe. Inoltre, Charlie e Kirsten cercano di acquistare ormoni illegali, ma alla fine desistono, poiché preferiscono continuare a provarci in modo naturale e rischiare di non avere un figlio, piuttosto che averlo con gli ormoni. 

## Ettore, ti vogliamo bene!
- Titolo originale: Dog Day After New Year
- Diretto da: Keith Samples
- Scritto da: Julie Margaret Hogben (accreditata come Julia Dahl) e Tom Garrigus

### Trama
Bailey va a un matrimonio con Holly e tutti i suoi parenti pensano che siano sposati. La nuova editrice di Julia non le ha risposto riguardo al suo libro, ma Julia si rifiuta di aspettare e sperare, quindi si mette in cerca dell'editrice. Quando la trova, dice a Julia che è stato pubblicato un altro libro con la sua stessa storia, quindi il suo libro non verrà più pubblicato. Intanto Thurber, il bulldog di famiglia, è malato, così Claudia lo porta dal veterinario. Charlie e Kirsten invece hanno un doppio appuntamento con Daphne e Luke Sheppard, il suo nuovo fidanzato. Charlie lascia il lavoro dopo che il suo capo dice "no" ai suoi progetti, ma quando parlano, riprende il suo lavoro. Bailey e Claudia decidono di mettere a dormire Thurber a causa della sua vecchiaia e delle sue cattive condizioni di salute, e tutta la famiglia sparge le sue ceneri nel parco, salutando per l'ultima volta il loro affezionato animale domestico.

## Rapporto libero
- Titolo originale: Fear and Loathing
- Diretto da: Joe Pennella
- Scritto da: Ian Biederman

### Trama
Julia accompagna Claudia in un viaggio alla Yale University per un tour del college e per far visita a Justin, dove incontrano la sua nuova ragazza, Laura. Allo stesso tempo, Claudia conosce un compagno di studi di nome Carl, a cui viene assegnato il compito di mostrarle il campus. Di ritorno a San Francisco, Victor interviene quando Owen torna a casa ogni giorno sostenendo di essere vittima di bullismo a scuola. Nel frattempo, Bailey si interroga su quanto può essere sincero con Holly dal momento che trascorrono quasi ogni giorno insieme, ma cambia atteggiamento quando lei gli dice che sta correndo troppo. Charlie diventa diffidente nei confronti di Luke nella gestione della piccola Diana, ma scopre che nemmeno lui è un genitore perfetto quando è costretto a trascurare Diana perché deve rispettare una scadenza con i suoi nuovi progetti di mobili e stare con Kirsten per un intervento chirurgico.

## Facili conquiste
- Titolo originale: Bad Behavior
- Diretto da: Harry Winer
- Scritto da: Melissa Rosenberg e Allan Heinberg

### Trama
Julia rimane incuriosita da Adam Matthews, uno studente del suo corso di scrittura senza apparente blocco dello scrittore, ma in seguito scopre che Adam finge di essere uno studente universitario e usa la scrittura per incanalare i suoi sentimenti personali. Nel frattempo, il padre dell'amico di Owen fa commenti sprezzanti su Victor perché gli sembra gay. Mentre esce e va a letto con diverse donne nel tentativo di alleviare il dolore dopo la rottura con Holly, Bailey tradisce la fiducia di Will quando va a letto con la sorella della nuova ragazza di Will. Charlie dà a Daphne un lavoro presso la fabbrica di mobili come consulente, mentre Kirsten è sempre occupata con i suoi impegni. Claudia ricontatta un altro musicista della scuola di nome Todd, che la ispira a seguire il suo istinto quando si tratta di musica. Alla fine, Bailey apre il frigorifero della cucina e beve una delle birre di Charlie.

## Una proposta allettante
- Titolo originale: The Declaration of Co-Dependence
- Diretto da: Danny Leiner
- Scritto da: Mimi Schmir

### Trama
Bailey è in difficoltà non solo per aver ricominciato a bere, ma anche per aver scoperto che mancano dei soldi al ristorante. Indagando, scopre che il responsabile dell'ammanco è Joe. Intanto, Charlie e il suo caposquadra, Gun, si scontrano sulla riduzione dei costi per la nuova linea di mobili. Dopo alcuni incidenti con i lavoratori, Gus decide di lasciare che Charlie gestisca l'attività da solo. La vita amorosa di Bailey prende un'altra svolta quando incontra una giovane donna, di nome Evvie, a una riunione degli Alcolisti Anonimi che gli chiede di essere il suo sponsor. Nel frattempo, Adam porta Julia per un po' in città, dove lei frena le iniziative romantiche di lui e lui inizia a sospettare di non piacerle. Daphne annuncia che lei e il suo fidanzato dell'esercito, Luke, hanno deciso di tornare in Texas e che vuole portare con sé la piccola Diana.

## Di nuovo nel tunnel
- Titolo originale: One for the Road
- Diretto da: Steven Robman
- Scritto da: P.K. Simonds e Ian Biederman

### Trama
Justin torna a San Francisco per la sua festa di fidanzamento, durante la quale Julia si sforza di essere felice per l'imminente matrimonio del ragazzo con Laura. Ma quando Adam fa notare a Julia che Justin e Laura non sono in sintonia, Julia cerca di dire a Justin di non sposarsi, il che allontana sia lui che Laura. Nel frattempo, Daphne si oppone al controllo di Charlie su di lei e sulla piccola Diana. Ma quando Charlie si rende conto che non vuole combattere un'altra brutta battaglia in tribunale e lasciare che Daphne sia infelice, alla fine le dice che può lasciare la città con la loro figlia e Luke. Bailey dice a Evvie che dovrebbero iniziare a vivere la loro vita andando a una festa e bevendo. A differenza di Bailey che beve con moderazione, Evvie finisce per crollare per avvelenamento da alcol e viene portata d'urgenza in ospedale. Sia lo sponsor di Evvie che Holly incolpano Bailey per ciò che è accaduto. Più tardi a casa, Julia e Claudia scoprono che Bailey ha bevuto di nuovo; lui si precipita fuori di casa e se ne va, schiantandosi contro un semaforo.

## Festa d'anniversario
- Titolo originale: What If...
- Diretto da: Ken Topolsky
- Scritto da: P.K. Simonds e Allan Heinberg

### Trama
Dopo essersi schiantato ubriaco con la sua jeep contro un semaforo, Bailey perde i sensi e ha una visione di una realtà alternativa di come sarebbe la vita se i suoi genitori non fossero mai morti nell'incidente d'auto di sei anni fa. In questo mondo alternativo, ambientato durante un fine settimana dedicato alla pianificazione della festa per il 31º anniversario di Nick e Diana Salinger, tutti i fratelli sono insicuri nei confronti dei loro genitori, ai quali non riescono a resistere. Si scopre che Bailey vive con Will ed entrambi lavorano come roadie per una band heavy metal, dopo che Bailey ha abbandonato il college, ma non ha mai smesso di bere e non è mai cresciuto. Charlie sembra stare meglio essendo tornato al college, dove ha conseguito un master in architettura, ed è un uomo abbastanza ricco che lavora in un'azienda prestigiosa. Ma come Bailey, Charlie non ha mai incontrato Kirsten né è mai cresciuto. Deve affrontare l'aborto della sua ragazza incinta e incontra Kirsten per la prima volta in quanto lei lavora come consulente medico in una clinica per aborti. Anche Julia non è mai cresciuta ed è fidanzata con Justin da anni, la cosa cambia quando incontra Griffin per la prima volta e perde la verginità con lui. Claudia, invece, è una violinista che ha studiato a casa e dopo aver fatto varie tournée mondiali vorrebbe lasciare la sua professione per riposarsi un po'. Tutti loro si ritrovano per la festa di anniversario dei genitori al ristorante Salinger. Alla fine, Bailey si sveglia dalla sua fantasia e decide di chiedere aiuto.

## Resta con noi, Joe!
- Titolo originale: Blast from the Past
- Diretto da: Daniel Attias
- Scritto da: P.K. Simonds e Melissa Rosenberg

### Trama
Dopo aver trascorso alcune settimane in riabilitazione, Bailey non si sente bene, a differenza di quello che sembra agli altri, ed è fuori di sé per i suoi problemi di vita. Nel frattempo, Claudia e Todd accompagnano Julia e Adam in un viaggio a Las Vegas quando Justin decide di fuggire con Laura. Julia deve decidere da che parte stare con Adam, mentre Todd non sa come dichiararsi a Claudia. Le tensioni tra Charlie e Joe sulla gestione del ristorante giungono al culmine, quando Charlie afferma di non fidarsi di Joe a causa dell'incidente di appropriazione indebita. Kirsten, insolitamente lunatica, pensa di essere in crisi d'astinenza per aver smesso di prendere le pillole antidepressive, ma riceve una sorpresa meravigliosa che cambierà la sua vita e quella di Charlie.

## Sesso tantrico
- Titolo originale: Getting There
- Diretto da: Joe Pennella
- Scritto da: Tom Garrigus

### Trama
Incapace di trovare la propria vocazione, Bailey ritrova Holly e cerca di aiutare la sorella maggiore di lei, Fiona, a trovare la sua vocazione come costumista. Nel frattempo, Claudia ottiene il posto di violino tanto ambito da Todd, il che porta a una certa competizione per entrambi. Un ordine per una catena di hotel potrebbe essere più di quanto Charlie possa gestire a causa della mancanza di fondi e manodopera per costruire le sedie in fabbrica, mentre Kirsten affronta la nausea mattutina durante il primo trimestre di gravidanza. Julia cerca di superare il blocco dello scrittore con frequenti incontri sessuali con Adam mentre la loro relazione si surriscalda, il che provoca involontariamente il blocco dello scrittore in lui.

## Il segreto di Victor
- Titolo originale: Too Cool for School
- Diretto da: Scott Brazil
- Scritto da: Ian Biederman e Mimi Schmir

### Trama
Charlie valuta la possibilità di acquistare la fabbrica di mobili quando Gus decide di venderla a una grande azienda. Ma Charlie impara di più su come gestire l'azienda quando deve trovare delle garanzie affinché una banca gli conceda un prestito. Nel frattempo, il fatto che Bailey non sia abbastanza istruito e non abbia una laurea lo costringe a retrocedere nella sua carriera lavorativa non scelta, finché non apprende di più sul corso universitario di formazione in economia mentre accompagna Holly alle sue lezioni di medicina. Julia inizia a risentirsi di Adam quando quest'ultimo sfida le critiche del suo insegnante di scrittura e se la prende con se stesso e con tutto. Adam poi rompe con Julia e lascia la città. Victor ha a che fare con il suo giovane figlio durante il suo unico appuntamento con una donna. Claudia festeggia in privato il suo diciassettesimo compleanno mentre affronta una breve separazione da Todd, che sta andando a New York per un concerto di violino.

## Sposami, Holly!
- Titolo originale: Isn't It Romantic?
- Diretto da: Ken Topolsky
- Scritto da: Allan Heinberg

### Trama
Proprio mentre Bailey inizia a frequentare le lezioni di economia all'università, il visto studentesco di Holly viene revocato, il che significa che deve tornare in Inghilterra. Dopo aver considerato ogni opzione, Bailey chiede a Will di fingere di essere sposato con Holly in modo che possa ottenere una green card. Nel frattempo, una scontenta Daphne torna in città con la piccola Diana. Rivela a Charlie e Kirsten le sue difficoltà e i suoi dubbi su Luke, che Kirsten vede come un parallelo con la sua vita con Charlie durante le sue ore impegnative alla fabbrica di mobili. Nonostante le obiezioni di Griffin, Julia affronta il suo ex fidanzato, Ned, dopo averlo visto in città, il che porta Julia a riesaminare la propria vita travagliata. Victor rifiuta l'appuntamento combinato di Claudia fra lui e Ross.

## Una bella notizia
- Titolo originale: Great Expectations
- Diretto da: Christian D. Della Penna
- Scritto da: Emily Whitesell

### Trama
Will va nel panico dopo un incontro con un ispettore che gli chiede informazioni sull'autenticità del "matrimonio" fra lui e Holly, mentre il disagio di Bailey cresce dopo che Will e Holly fingono di comportarsi in modo intimo in pubblico. Nel frattempo, Adam torna a San Francisco e chiede a Julia di unirsi a lui e ai suoi amici artisti che vivono in un campo in Messico. Kirsten è preoccupata per la sua gravidanza e per la paura di perdere il bambino a causa di un aborto spontaneo. Claudia lascia che la parola "amore" scivoli a Todd dopo avergli raccontato di un sogno romantico su di lui. Un caporeparto di nome Mitch si oppone al piano della catena di montaggio di Charlie, quando la produzione viene rallentata a causa della carenza di manodopera.

## Una serata di follie
- Titolo originale: Taboo or Not Taboo
- Diretto da: Matthew Fox
- Scritto da: Melissa Rosenberg e Mimi Schmir

### Trama
Claudia è tentata dalla scorciatoia accademica di plagiare una tesina mentre cerca di bilanciare il suo tempo tra la scuola e vedere Todd. Nel frattempo, il disagio di Will aumenta dopo essere andato a vivere con Holly per rendere più credibile la farsa sul matrimonio. Justin torna in città dopo aver lasciato la moglie con tempismo ironico per Julia, che sta rilasciando un'intervista a Phoebe, una giovane scrittrice che fa ricerche sulla storia della vita di Julia. Kirsten esce in città con Daphne e i suoi amici dallo spirito libero, che ispirano Kirsten a non aver paura di essere spontanea e a vivere la vita cogliendo l'attimo.

## La prima volta
- Titolo originale: Falling Forward
- Diretto da: David Dworetzky
- Scritto da: Ian Biederman (sceneggiatura), Tom Garrigus (sceneggiatura) e Allan Heinberg (soggetto)

### Trama
Charlie e Bailey decidono di aumentare la produzione delle vendite della catena di montaggio dei mobili, quando un grande cliente offre un compenso generoso. Ma Charlie è costretto a tagliare la produzione dopo che Mitch ha un incidente e viene ricoverato in ospedale per un problema cardiaco. Nel frattempo, Holly viene a conoscenza dei sentimenti di Will e della crescente attrazione per lei, il che la porta a pensare che il piano del finto matrimonio orchestrato da Bailey, dopotutto, non fosse una buona idea. Holly parte per tornare in Inghilterra e Will dice a Bailey che ha deciso di tornare al college. Una rivista femminile offre a Julia una rubrica su cui scrivere e una possibile opportunità di lavoro mentre lei riaccende e consuma la sua storia d'amore con Justin. Con le decisioni del college che pesano su di loro, Claudia e Todd finalmente dormono insieme.
- Questo è l'ultimo episodio della serie in cui compare Scott Grimes.

## Un fratello esemplare
- Titolo originale: All's Well...
- Diretto da: Steven Robman
- Scritto da: P.K. Simonds

### Trama
Bailey pensa di trasferirsi a Filadelfia per tornare al college frequentando l'Università della Pennsylvania seguendo il consiglio di Joe, ma ha alcune complicazioni quando Owen non vuole andare con lui e Charlie dice a Bailey di mantenere le loro responsabilità genitoriali. Nel frattempo, Julia riflette sulla scelta di trasferirsi a Washington D.C. per uno stage presso la National Organization for Women e di stare lontana da Justin e dal resto della famiglia. Dopo che Julia racconta a Justin della sua nuova opportunità di lavoro, Justin decide di trasferirsi alla Georgetown University per stare vicino a Julia a Washington. Claudia riflette se accettare una borsa di studio per frequentare la Juilliard School of Music a New York City o stare vicino a Todd a San Francisco. Ross convince Claudia ad accettare la borsa di studio e a non lasciarsi sfuggire un'opportunità come questa. Todd viene a sapere dell'offerta di borsa di studio di Claudia e le dice che anche lui vuole che se ne vada, anche se la ama e questo potrebbe rischiare di porre fine alla loro storia d'amore. Daphne confida a Charlie dei suoi problemi con Luke, che vuole un lavoro in Texas e non le lascia tempo per stare con Diana. Charlie decide quindi di nominare Luke il nuovo partner nella sua fabbrica di mobili per dare sostegno a lui, Daphne e Diana dopo che Bailey gli ha detto di volersi trasferire in Pennsylvania per andare al college.
- Questo è l'ultimo episodio in cui compare Jennifer Aspen.

## Tutti per uno, uno per tutti!
- Titolo originale: ...That Ends Well
- Diretto da: Ken Topolsky
- Scritto da: Christopher Keyser e Amy Lippman

### Trama
Nel finale della serie, Bailey, Julia e Claudia annunciano tutti i loro piani di lasciare la città durante la cena settimanale in famiglia al ristorante Salinger. Inizia così un'ondata di discussioni sulle proprie priorità. Charlie fa una rivelazione sorprendente quando dice loro che ha deciso di vendere la casa di famiglia e dividere i soldi tra loro. Dopo averci pensato, il resto dei fratelli è d'accordo e decide di andare avanti lasciando andare il loro passato per sempre. Griffin decide che anche per lui è ora di lasciare il capannone dei Salinger e trasferirsi in un posto tutto suo. Charlie e Kirsten, in attesa del loro primo figlio, si trasferiscono in una nuova casa con Owen per ricominciare da capo.